# آ مگن
آ مگن (به لاتین: A Magne) در لائوس است که در استان سالاوان واقع شده‌است.